# Účetní zásady
Účetní zásady je ucelený soubor pravidel, které podniky udržují při vedení účetnictví, sestavování a předkládání účetních výkazů.
Nejsou samostatným právním předpisem, většina je zapracována do zákona o účetnictví. Společně s obecnými prvky metod účetnictví (bilanční princip, podvojnost, dokladovost, oceňování majetku, inventarizace a soustava účtů) představují jeho podstatu a vytvářejí obecně uznávané účetní zásady.

## Jednotlivé zásady
- Zásada poctivého zobrazení (fair and true view) – účetní jednotka zkoumá operace dle jejich podstaty bez ohledu na její dopady (daňové, právní). Tato zásada je nadřazena všem ostatním.
- Zásada účetní jednotky – jedná se o vymezení ekonomického celku, za který se vede účetnictví, sledují se aktiva a pasiva, účtuje se o předmětu účetnictví, předkládají se a sestavují účetní výkazy. Účetní jednotka má určitá práva a povinnosti.
- Zásada neomezeného trvání účetní jednotky – uplatňuje se hlavně v oceňování aktiv (např. dlouhodobý hmotný majetek se odepisuje postupně po dobu několika let).
- Zásada zjišťování hospodářského výsledku v pravidelných intervalech (periodicita) – účetní jednotka pravidelně zjišťuje a vykazuje výsledek hospodaření a její finanční situaci.
- Bilanční kontinuita – konečné a počáteční zůstatky stavů rozvahových účtů mezi účetními obdobími na sebe musí navazovat.
- Zásada objektivity účetních informací – za objektivní se považují informace doložené účetním dokladem a vztahy aktiv ověřené inventarizací.
- Akruální princip – vyžaduje se účtování účetních případů do období, se kterým časově a věcně souvisí (jedná se o časové rozlišení nákladů a výnosů) bez ohledu na samotný tok peněz.
- Zásada oceňování v historických cenách – majetek se oceňuje v okamžiku pořízení. To znamená, že budoucí dopad cenových změn nebo pokles kupní síly peněz se nebere v úvahu.
- Zásada stálosti metod účetnictví (konzistentnost) – účtování operací, oceňování a odpisování aktiv a náplň jednotlivých položek výkazů jsou v jednotlivých letech stejné (konzistentní), zaručuje se srovnatelnost z hlediska času.
- Zásada opatrnosti – v účetnictví se vykazují a do výše zisku promítají všechny předpokládané a očekávané ztráty, rizika a znehodnocení majetku, i když ještě nenastaly a jejich výše není spolehlivě zjistitelná. Tato zásada se realizuje tvorbou rezerv a opravných položek.
- Zásada vymezení okamžiku realizace – je to vymezení okamžiku, ve kterém je možno účtovat na účty nákladů, výnosů a rozvahové účty (např. vystavení faktury, den provedení úhrady pohledávek nebo závazků).
- Zásada zákazu vzájemného zúčtování (kompenzace) – zákaz vzájemného vyrovnání mezi položkami výnosů a nákladů či jednotlivými položkami majetku a jeho zdroji.

Výjimky:
- pohledávky a závazky vůči stejné osobě, které mají splatnost do 1 roku a jsou vedeny ve stejných měnách (např. zápočet)
- převod podílu na hospodářském výsledku společníkům veřejné obchodní společnosti a komplementářům komanditní společnosti
- doměrky a vratky z daní z příjmů, z nepřímých daní a poplatků

- Přednost obsahu před formou – nejdůležitějším hlediskem je obsah účetních informací, forma je taktéž podstatná, ale je až druhořadá.

## Princip podvojnosti a souvztažnosti účtů
Každá operace, která je zachycována v účetnictví má dvě stránky (např. nákup materiálu za hotové – dojde k přírůstku materiálu a zároveň k úbytku peněz). Zachycuje se na dva účty stejnou částkou, jednou na straně MD a podruhé na straně D. Obě změny musí být stejně velké.
Stejná částka se promítne dvakrát na dva různé účty = podvojnost. Podvojnost je soustavou podvojného účetnictví (podvojné účetnictví).
Souvztažnost – je to určení správné dvojice účtů pro zachycení konkrétního případu.

## Bilanční princip
Bilanční princip spočívá v tom, že aktiva se vždy rovnají pasivům.